# Quebec Kebs
I Quebec Kebs sono stati una società di pallacanestro canadese con sede a Québec, nel Québec.
Nacquero nel 2006 come Quebec City Kebekwa nella ABA 2000, cambiando nome dopo la stagione 2006-07. Dopo due campionati nella lega, si trasferirono nella PBL, dove disputarono tre stagioni prima di passare alla NBL Canada. Dopo la stagione 2011-12 si trasferirono a Laval, cambiando nome in Laval Kebs, ma fallirono prima dell'inizio del campionato 2012-13.

## Stagioni
| Stagione | Lega       | Denominazione       | V  | P  | %    | Piazzamento | Play-off                 |
| -------- | ---------- | ------------------- | -- | -- | ---- | ----------- | ------------------------ |
| 2006-07  | ABA 2000   | Quebec City Kebekwa | 17 | 11 | 60,7 | 3º          | Wild card round          |
| 2007-08  | ABA 2000   | Quebec Kebs         | 11 | 16 | 40,7 | 2º          | Semifinale di conference |
| 2009     | PBL        | Quebec Kebs         | 4  | 14 | 22,2 | 4º          | -                        |
| 2010     | PBL        | Quebec Kebs         | 4  | 16 | 20,0 | 7º          | -                        |
| 2011     | PBL        | Quebec Kebs         | 16 | 4  | 80,0 | 2º          | Semifinale               |
| 2011-12  | NBL Canada | Quebec Kebs         | 14 | 6  | 70,0 | 2º          | Semifinale               |